# Liparetrus striatus
Liparetrus striatus är en skalbaggsart som beskrevs av Blanchard 1850. Liparetrus striatus ingår i släktet Liparetrus och familjen Melolonthidae. Inga underarter finns listade i Catalogue of Life.